# Rex Ingram (Schauspieler)

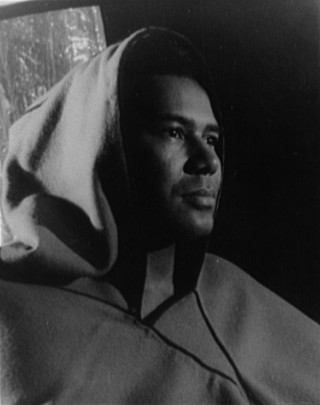
Rex Ingram, Fotografie von Carl van Vechten (1934)

Rex Ingram (* 20. Oktober 1895 in Cairo, Illinois; † 19. September 1969 in Hollywood, Kalifornien) war ein US-amerikanischer Schauspieler.

## Leben
Ingrams Vater arbeitete als Heizer auf einem Mississippi-Dampfschiff und Rex verbrachte einen großen Teil seiner Kindheit und Jugend in Begleitung seines Vaters auf dem Mississippi River. Ingram studierte an der Northwestern University Medizin und ging nach dem Studium nach Kalifornien. Dort wurde er auf der Straße für einen Tarzan-Film mit Elmo Lincoln entdeckt und spielte in einigen kleineren Stummfilmrollen. Seinen Durchbruch als Filmschauspieler erlebte er allerdings erst mit der Einführung des Tonfilms. Seine tiefe, kräftige Stimme und körperliche Präsenz brachte ihm eindrucksvolle Rollen. Zu seinen bekannteren Rollen zählen der Sklave Jim in der Mark-Twain-Verfilmung Die Abenteuer des Huckleberry Finn (1939) von Richard Thorpe sowie der freche Flaschengeist in dem aufwendigen Märchenfilm Der Dieb von Bagdad (1940).
1929 hatte er auf der Theaterbühne sein Broadwaydebüt und spielte bis 1961 in mehr als einem Dutzend Broadwayproduktionen. Er gehörte 1940 zur Uraufführungsbesetzung des Musicals Cabin in the Sky und spielte seine Rolle auch in der Verfilmung von Vincente Minnelli aus dem Jahr 1943. 1957 spielte er in der Broadwayuraufführung von Samuel Becketts Warten auf Godot den Pozzo.
1949 wurde er aufgrund des so genannten Mann Acts inhaftiert und verbrachte zehn Monate im Gefängnis. Diese Verurteilung brachte einen Bruch in seine Karriere. Es dauerte bis Ende der 1950er Jahre, bis er wieder ernsthafte Rollenangebote bekam. In den 1960er Jahren trat er vor allem in Fernsehserien auf, 1962 war er der erste Schwarze, der in einer US-amerikanischen Soap Opera zu sehen war. Als er in The Brighter Day erstmals auf dem Bildschirm erschien, führte dies zu einem Skandal. The Brighter Day lief seit 1954 und war die erste erfolgreiche Seifenoper im amerikanischen Fernsehen. Die Serie wurde nach seinem ersten Auftritt 1962 einen Monat später völlig aus dem Programm von CBS genommen.
1969 starb Rex Ingram im Alter von 73 Jahren an einem Herzinfarkt.

## Filmografie (Auswahl)
- 1918: Tarzan bei den Affen (Tarzan of the Apes)
- 1918: Salome
- 1923: Die Zehn Gebote (The Ten Commandments)
- 1926: Mare Nostrum[1]
- 1929: Vier Federn (The Four Feathers)
- 1933: Kaiser Jones (The Emperor Jones)
- 1936: The Green Pastures
- 1939: Die Abenteuer des Huckleberry Finn (The Adventures of Huckleberry Finn)
- 1940: Der Dieb von Bagdad (The Thief of Bagdad)
- 1942: Zeuge der Anklage (The Talk of the Town)
- 1943: Ein Häuschen im Himmel (Cabin in the Sky)
- 1943: Fired Wife
- 1943: Sahara
- 1944: Dark Waters
- 1945: 1001 Nacht (A Thousand and One Nights)
- 1948: Erbe des Henkers (Moonrise)
- 1955: Tarzan und der schwarze Dämon (Tarzan's Hidden Jungle)
- 1956: Blutroter Kongo (Congo Crossing)
- 1957: Hell on Devil’s Island
- 1958: Gottes kleiner Acker (God's Little Acre)
- 1958: Patrouille westwärts (Escort West)
- 1959: Anna Lucasta
- 1960: Elmer Gantry
- 1960: Begierde im Staub (Desire in the Dust)
- 1961: Westlich von Santa Fé (The Rifleman; Fernsehserie, 1 Folge)
- 1964: Your Cheatin’ Heart
- 1967: Morgen ist ein neuer Tag (Hurry Sundown)
- 1967/1968: Daktari (Fernsehserie, 2 Folgen)
- 1968: Journey to Shiloh
- 1969: Rauchende Colts (Gunsmoke; Fernsehserie, 1 Folge)
- 1969: The Bill Cosby Show (Fernsehserie, 1 Folge)